# Brixia Mod. 1913
La Brixia Mod. 1913, denominata ufficialmente dalla Regia Marina Pistola automatica modello 1913 tipo "Regia Marina", è una versione della pistola semiautomatica Glisenti Mod. 1910.

## Storia
La Glisenti Mod. 1910, la prima pistola semiautomatica in dotazione alle forze armate del Regno d'Italia, ebbe il battesimo del fuoco durante la Guerra italo-turca; durante questo conflitto la Regia Marina riscontrò una certa debolezza strutturale nell'arma e questo portò alla produzione da parte della stessa Metallurgica Bresciana già Tempini di una versione irrobustita e semplificata della Glisenti. L'arma, adottata ufficialmente come Pistola automatica modello 1913, è conosciuta come Brixia Mod. 1913, dal nome latino della città di Brescia; altro nome non ufficiale, spesso usato in virtù dell'anno di progettazione, è Brixia Mod. 1912.
L'arma affiancò nella Regia Marina la Mauser C96 (ufficialmente Pistola automatica modello 1899) per tutta la durata della prima guerra mondiale. La sua sostituzione iniziò con l'adozione della Beretta Mod. 17 prima e della Beretta M34 poi, ma trovò ancora impiego, come la Glisenti, durante la seconda guerra mondiale.

## Tecnica

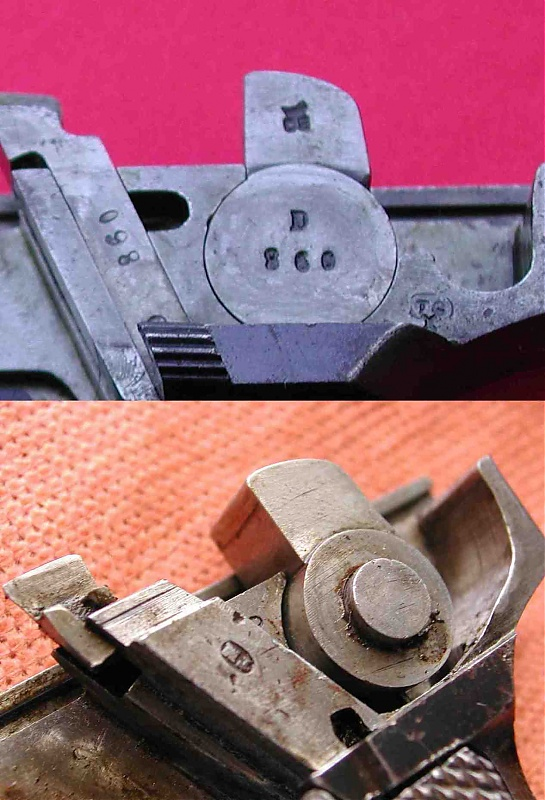
Sopra: blocchetto modificato della Brixia, con sede fresata nel pieno mentre (sotto) nella Glisenti era imperniato su un solo lato.

La Brixia mantiene sostanzialmente l'impostazione generale ed il funzionamento meccanico della Glisenti Mod. 1910, mentre le modifiche riguardarono un certo irrobustimento complessivo, l'aspetto esteriore, una semplificazione dei processi produttivi ed alcuni accorgimenti sulle sicure.
Il carrello/culatta ed il fusto sono inspessiti (e rendono ragione dell'aumento di peso complessivo dell'arma), mentre esternamente sono lisci, senza le sporgenze e rientranze della Glisenti. Le guancette sono in ebanite, con lo stemma sabaudo più piccolo, e sono fissate da una vite ciascuna invece che ad incastro. Manca la chiavetta/cacciavite e l'aggancio per il correggiolo è costituito da un anello sporgente sagomato.

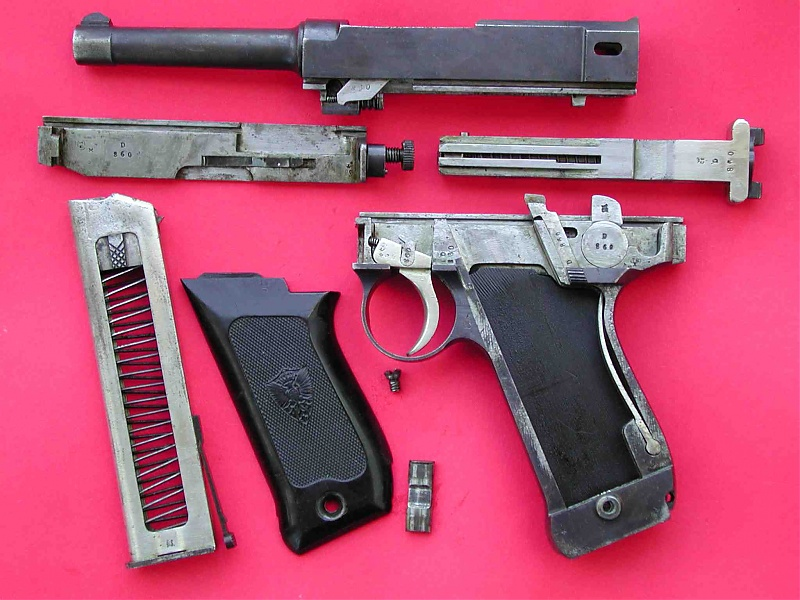
Brixia smontata.

L'irrobustimento riguarda soprattutto la meccanica interna: infatti il blocchetto rotante non è più imperniato sul lato destro del fusto, ma è libero di ruotare in un alloggiamento fresato nel pieno del castello. L'arma mantiene la sicura manuale a farfalla sull'otturatore, mentre manca quella nell'impugnatura agente sul grilletto. Invece monta una sicura automatica, detta "sicura a prova di stupido", che blocca il grilletto quando il caricatore non è inserito; per lo "stupido" del nomignolo si intende l'operatore che maneggia l'arma come se fosse scarica per il solo fatto di aver rimosso il caricatore, non considerando l'eventuale colpo in canna. Il dispositivo è costituito da una leva fissata sulla cartella amovibile che va a bloccare il grilletto, mentre viene scostata quando si inserisce il caricatore.
Il funzionamento è lo stesso della Glisenti Mod. 1910, ideato da Abiel Bethel Revelli, ed è simile anche la procedura di smontaggio.